# Chassey-Beaupré
Chassey-Beaupré ist eine französische Gemeinde mit 87 Einwohnern (Stand 1. Januar 2022) im Département Meuse in der Region Grand Est (vor 2016 Lothringen). Sie gehört zum Arrondissement Commercy, zum Kanton Ligny-en-Barrois und zum Gemeindeverband Portes de Meuse.

## Geografie
Chassey-Beaupré liegt etwa 58 Kilometer südwestlich von Nancy. Umgeben wird Chassey-Beaupré von den Nachbargemeinden Gondrecourt-le-Château im Norden, Dainville-Bertheléville im Osten, Lezéville im Süden und Südwesten sowie Cirfontaines-en-Ornois im Südwesten und Westen.

## Bevölkerungsentwicklung
| Jahr                       | 1962 | 1968 | 1975 | 1982 | 1990 | 1999 | 2005 | 2010 | 2019 |
| Einwohner                  | 179  | 162  | 177  | 165  | 144  | 138  | 125  | 114  | 81   |
| Quellen: Cassini und INSEE |      |      |      |      |      |      |      |      |      |

## Sehenswürdigkeiten
- Kirche Saint-Nabor